# KVC Sint-Eloois-Winkel Sport
Maillots
Actualités
Dernière mise à jour : 1er mai 2024.
Le Koninklijke Voetbalclub Sint-Eloois-Winkel Sport est un club de football belge basé à Sint-Eloois-Winkel. Le club évolue en Nationale 1 lors de la saison 2020-2021. C'est sa 20e saison consécutive dans les séries nationales.

## Le club
- 1940 : fondation de VOETBALCLUB SINT-ELOOIS-WINKEL SPORT le 01/08/1940
- 1946 : après affiliation à Katholiek Vlaamsch Sportverbond (fédération rivale de l'URBSFA), affiliation à l'Union Royale Belge des Sociétés de Football Association (URBSFA) avec la dénomination SINT-ELOOIS-WINKEL SPORT le 18/04/1946; le club reçoit le numéro matricule 4408
- 1991 : après obtention du titre de Société Royale vers 10/01/1991, changement de dénomination de SINT-ELOOIS-WINKEL SPORT (4408) en KONINKLIJKE VOETBALCLUB SINT-ELOOIS-WINKEL SPORT (4408) le 01/07/1991

Le 1er juillet 2014, le club est promu en troisième division grâce à sa troisième place lors du tour final de Promotion et la faillite du RWDM Brussels FC.

## Résultats dans les divisions nationales
Statistiques mises à jour le 21 mai 2023 (terme de la saison 2022-2023)

### Bilan
| Niv | Divisions     | Jouées | Titres | TM Up | TM Down |
| --- | ------------- | ------ | ------ | ----- | ------- |
| I   | 1re nationale | 0      | 0      |       |         |
| II  | 2e nationale  | 0      | 0      |       |         |
| III | 3e nationale  | 6      | 0      |       |         |
| IV  | 4e nationale  | 18     | 1      | 7     |         |
| V   | 5e nationale  | 0      | 0      |       |         |
|     |               |        |        |       |         |
|     | TOTAUX        | 24     | 1      | 7     | 0       |

- TM Up : test-match pour départager des égalités, ou toutes formes de Barrages ou de Tour final pour une montée éventuelle.
- TM Down : test-match pour départager des égalités, ou toutes formes de Barrages ou de Tour final pour le maintien.

### Classements
| Ordre | Saison  | Nom du club                    | Niveau                         | Classement final | Remarques             |
| ----- | ------- | ------------------------------ | ------------------------------ | ---------------- | --------------------- |
| 1     | 1999-00 | K. VC Sint-Eloois-Winkel Sport | Promotion série A              | 5e/16            |                       |
| 2     | 2000-01 | K. VC Sint-Eloois-Winkel Sport | Promotion série A              | 11e/16           |                       |
| 3     | 2001-02 | K. VC Sint-Eloois-Winkel Sport | Promotion série A              | 3e/16            | Tour final!           |
| 4     | 2002-03 | K. VC Sint-Eloois-Winkel Sport | Promotion série A              | 4e/16            |                       |
| 5     | 2003-04 | K. VC Sint-Eloois-Winkel Sport | Promotion série A              | 4e/16            |                       |
| 6     | 2004-05 | K. VC Sint-Eloois-Winkel Sport | Promotion série A              | 10e/16           |                       |
| 7     | 2005-06 | K. VC Sint-Eloois-Winkel Sport | Promotion série A              | 4e/16            |                       |
| 8     | 2006-07 | K. VC Sint-Eloois-Winkel Sport | Promotion série A              | 2e/16            | Tour final!           |
| 9     | 2007-08 | K. VC Sint-Eloois-Winkel Sport | Promotion série A              | 2e/16            | Tour final!           |
| 10    | 2008-09 | K. VC Sint-Eloois-Winkel Sport | Promotion série A              | 2e/16            | Tour final!           |
| 11    | 2009-10 | K. VC Sint-Eloois-Winkel Sport | Promotion série A              | 8e/16            |                       |
| 12    | 2010-11 | K. VC Sint-Eloois-Winkel Sport | Promotion série A              | 12e/16           |                       |
| 13    | 2011-12 | K. VC Sint-Eloois-Winkel Sport | Promotion série A              | 7e/16            |                       |
| 14    | 2012-13 | K. VC Sint-Eloois-Winkel Sport | Promotion série A              | 3e/16            |                       |
| 15    | 2013-14 | K. VC Sint-Eloois-Winkel Sport | Promotion série A              | 2e/16            | Promu via tour final! |
| 16    | 2014-15 | K. VC Sint-Eloois-Winkel Sport | Division 3 série A             | 7e/18            |                       |
| 17    | 2015-16 | K. VC Sint-Eloois-Winkel Sport | Division 3 série A             | 2e/18            | Relégué!              |
| 18    | 2016-17 | K. VC Sint-Eloois-Winkel Sport | Division 2 Amateur VFV série A | 5e/16            | Tour final!           |
| 19    | 2017-18 | K. VC Sint-Eloois-Winkel Sport | Division 2 Amateur VFV série A | 3e/16            | Tour final!           |
| 20    | 2018-19 | K. VC Sint-Eloois-Winkel Sport | Division 2 Amateur VFV série A | 1re/16           | CHAMPION !            |
| 21    | 2019-20 | K. VC Sint-Eloois-Winkel Sport | Division 1 Amateur             | 16e/16           | Repêché !             |
| 22    | 2020-21 | K. VC Sint-Eloois-Winkel Sport | Nationale 1                    | N/A              | Saison annulée !      |
| 23    | 2021-22 | K. VC Sint-Eloois-Winkel Sport | Nationale 1                    | 7e/15            |                       |
| 24    | 2022-23 | K. VC Sint-Eloois-Winkel Sport | Nationale 1                    | 15e/20           |                       |
| 25    | 2023-24 | K. VC Sint-Eloois-Winkel Sport | Nationale 1                    | .../18           |                       |